# Valentina Toro (escritora)
Valentina Toro (Medellín, 1992) é uma escritora, ilustradora e educadora colombiana.
É reconhecida por suas obras de literatura infantil que combinam elementos de fantasia, mistério e temas emocionais profundos. Sua produção artística destaca-se pela fusão de narrativas textuais e visuais, criando universos imaginativos que abordam questões como luto, coragem e empatia.

## Biografia
Nascida em Medellín, Colômbia, em 1992, Toro demonstrou desde cedo interesse por desenho, pintura e escrita. Formou-se em Design Gráfico e concluiu um mestrado em Escrita Criativa pela Universidade EAFIT. Sua paixão por histórias fantásticas e criaturas sobrenaturais é evidente em suas obras, que frequentemente exploram temas como castelos, fantasmas e animais exóticos, entre eles o urso-de-óculos e o panda-vermelho.

## Carreira
Toro iniciou sua carreira literária em 2013 com o livro Las peripecias de Violeta. Em 2014 lançou Violeta y el pincel encantado, e em 2016 publicou El pájaro de ébano, ambos finalistas do concurso internacional Little Hakka de livros ilustrados em 2017.
Além de autora, atua como ilustradora, tendo colaborado com editoras como Lerner Publishing (Estados Unidos), S. T. Unitas (Coreia do Sul), Sounds True (Estados Unidos), Oxford University Press (Reino Unido), Puffin Books (Reino Unido) e HarperCollins (Reino Unido). É representada mundialmente pela agência Advocate Art Inc.

## Ensino
Valentina Toro também atua como educadora, oferecendo cursos online sobre ilustração e escrita de livros infantis. Um de seus cursos está disponível na plataforma Domestika, onde ensina desde a concepção da narrativa até a criação de mock-ups profissionais para editoras.

## Brasil
No Brasil, a autora será publicada pela primeira vez pela DarkSide Books, com o título Violeta e o Pincel Encantado, do selo infantil Caveirinha, na Bienal Internacional do Livro do Rio de Janeiro, edição de 2025.

## Obras selecionadas
- Las peripecias de Violeta (2013)
- Violeta y el pincel encantado (2014)
- El pájaro de ébano (2016)
- Un perro (2017)
- Los niños imaginarios (2017)
- Un gato (2018)
- Mi monstruo y yo (2019)
- La niña que hablaba con los pájaros (2021)